# ナースィル・ウッディーン (サイイド)
ナースィル・ウッディーン（Nāṣir al-Dīn、? - 1292年）は、大元ウルスに仕えたムスリム（イスラム教徒）官僚。クビライの重臣の賽典赤贍思丁（サイイド・アジャッル・シャムス・ウッディーン・ウマル・ブハーリー）の長男である。ビルマ遠征などで武勲を立て、雲南や陝西を治めた（#生涯）。現代でも、納速剌丁の末裔と称する回族の家系が陝西などに存在する（#末裔）。
『元史』などの漢文史料では納速剌丁（nàsùlàdīng）、『集史』などのペルシア語史料ではناصر الدین（Nāṣir al-Dīn）と表記される。

## 史料
ナースィル・ウッディーンについては、中国の正史では、『元史』巻125列伝12賽典赤贍思丁伝に記載があり、『新元史』では第155巻の列伝52に伝記が立てられている。マルコ・ポーロの『東方見聞録』の第2巻第52章には "Nescradin" という人物に関する記述があり、その記載内容から『元史』に記載の納速剌丁と同一人物であることが明らかである。

## 生涯

### 前半生
ナースィル・ウッディーンの父の賽典赤贍思丁（サイイド・アジャッル・シャムス・ウッディーン・ウマル・ブハーリー）は、中央アジアのブハラに生まれたイスラーム教徒（色目人）であった。兄弟には雲南宣慰使となったフサインらがいる。「サイイド」の称号が示す通り父系の家系は聖裔家とされ、9歳前後の頃、祖父がモンゴルに帰順した際にチンギス・カンの親衛隊（ケシク、kešik）に入った。なお、「賽典・赤贍思丁」は「サイイド・シャムス・ウッディーン」に漢字をあてたものであり、「納速剌丁」は「ナースィル・ウッディーン」（アラビア語: ناصرالدین, ラテン文字転写: Nāṣir al-Dīn）に漢字をあてたものである。
父のサイイド・アジャッルが雲南に赴任するまでのナースィル・ウッディーンの経歴は不明な点が多いが、中統2年（1261年）7月に安南への使者として派遣された「納速剌丁」は、サイイド・アジャッルの息子のナースィル・ウッディーンではないかと考えられている。また、『安南志略』で中統3年（1262年）に安南ダルガチに任命されたと記される、「耨剌丁」もナースィル・ウッディーンではないかとする説がある。

### 雲南への赴任
モンゴル帝国より「カラジャン」と呼ばれた雲南地方は、至元4年（1267年）よりクビライの息子のフゲチが雲南王として治めていたが、至元8年（1271年）にフゲチが暗殺されるという事件が起こった。事態の収拾のためアルグ・テムルやトゥクルクといった皇族が雲南に派遣されたものの、雲南王による統治体制は頓挫してしまった。そこで、早急に安定した雲南統治を確立すべく、クビライは新たに雲南等処行中書省（雲南行省）を設置し、至元11年（1274年）に行政手腕が高く評価されていたサイイド・アジャッルがその統治を委ねられ、雲南行省平章政事を拝命した。
一方で、先に雲南に出鎮していたトゥクルクはサイイド・アジャッルによって実権を奪われることを警戒し兵を集めていた。そこでサイイド・アジャッルは先に息子のナースィル・ウッディーンを派遣し、事前協議のためトゥクルクの側からも配下を派遣するよう要請した。トゥクルクの配下である撒満・位哈乃らがナースィル・ウッディーンとともに至ると、サイイド・アジャッルはこれを歓待し、さらに新設の雲南行省の断事官に任じることを提案した。報告を受けたトゥクルクはサイイド・アジャッルの提案を喜んで受け入れ、これによってサイイド・アジャッルは雲南での行政を円滑に進められるようになったという。

### パガン王朝ビルマへの出兵
サイイド・アジャッル一族の雲南への赴任より先、至元10年（1273年）にはビルマのパガン王朝に派遣された使者が殺されるという事件が起きており、至元12年（1275年）中に雲南行省は隣接する金歯（ザルダンダン）を通じてパガン王朝に至る遠征路の情報収集を図っていた。しかし、金歯がモンゴルに服属して先導を務める情勢にパガン王朝は危機感を抱き、至元13年（1276年）には金歯に出兵して掠奪を行ったため、これを撃退するべく至元14年（1277年）3月よりモンゴル軍のビルマ出兵が開始されることとなった。
ビルマ遠征軍を率いる大理路蒙古千戸クドゥ（忽都）・大理路総管段実（信苴曰）・総把千戸脱羅脱孩らは緒戦でビルマ軍を破り、千額まで進出したものの、クドゥが負傷するなどして戦線は膠着した。そこで同年10月に援軍として派遣されたのが当時都元帥であったナースィル・ウッディーンで、モンゴル・爨・僰・摩些の諸民族混成軍3千8百を率いて江頭城まで至り、首領の細安が立てた砦を蹂躙したという。これに対応するように、ビルマ側の年代記でも「ナラティーハパテはモンゴル軍の侵攻に対処するため、アナンタバッカーヤとランダバッカーヤらを派遣し、二人の将軍はンガサウジャン（Nga caung khyan）の町に柵を築いて籠城した。彼等は9カ月にわたって耐えしのいだが、モンゴル側は援軍を受けて渡河を強行し遂にンガサウジャンは陥落した」との記述がある。
上記のようにモンゴル軍とビルマ軍との間で半年以上にわたって繰り広げられたンガサウジャンでの激戦は、『東方見聞録』における下記の記述に相当するものと考えられている。
一連の金歯・蒲・驃・曲蝋・緬国の諸国への出兵によってナースィル・ウッディーンらは西南諸民族の城寨300を降らせ、至元16年（1279年）6月までに新たに11万-12万の戸籍を登録し、駅伝制や衛兵の整備によって徴税体制を整えたという。帰還したナースィル・ウッディーンは象12頭を献上し、この功績により至元17年（1280年）2月に銀5320両を下賜されている。

### サイイド・アジャッルの地位の継承
1280年（至元17年）に父のサイイド・アジャッルが死去すると、その地位を継承して雲南行省を統べることとなった。これに対応するように、ペルシア語史料の『集史』にも「ナースィル・ウッディーンをカラジャンの総督（Qarājāng ḥākim）として派遣した」との記載がある。
しかし、1280年（至元17年）にはかつて暗殺された雲南王フゲチの息子のエセン・テムルが雲南王位を継承することが認められ、雲南に出鎮した。フゲチの暗殺後、長らく空位であった雲南王が再設されたのは、実績と威望を兼ね備えたサイイド・アジャッルに比べ、その後を継いだナースィル・ウッディーンでは力不足とみなされたためではないか、とする説がある。同年中には資徳大夫・雲南行省左丞の地位を授けられ、さらについで雲南行省右丞に昇格となった。
『元史』の列伝によると、このころのナースィル・ウッディーンは、雲南行省の行政改革として1,雲南行省が発行する、「金箔（薄く打ち伸ばされた金）」と呼ばれる貨幣は民間の貿易に混乱をもたらしており規制すべきであること、2,雲南行省内にはかつて「宣慰司」と「都元帥府」があり、「宣慰司」は近年廃止となったが、「元帥府」も行省が軍政と民政を兼ねていることを鑑みれば廃止すべきであること、3,雲南の官員の子弟を質子（トルカク）としているが、モンゴル人高官の子弟も対象とすべきこと、の三点を建言したという。この建言は至元20年（1283年）12月に採用され、「金箔」の売買の規制、雲南都元帥府及び重複する官吏の廃止、大官の子弟を質子として京師に赴かせること、が定められた。
至元21年（1284年）には栄禄大夫・雲南行省平章政事の地位に進み、この時にカラジャン（雲南行省）における冗官（余分な官職）の削減を提案し、これによって年間で金946両が削減できると述べたという。この提案も至元22年（1285年）12月に中書省によって採用されている。

### 晩年
至元23年（1286年）4月には、カラジャン（雲南）・モンゴルの混成軍団1千を率いて鎮南王トガンのベトナム遠征軍に加わるよう命じられたが、この遠征は失敗に終わったためかベトナム遠征中のナースィル・ウッディーンの動向はほとんど記録がない。ただし、遠征終了後には論功行賞によって銀2千両を賞賜されたという。
至元28年（1291年）には陝西行省平章政事の地位を拝命したが、それからまもなく至元29年（1292年）に病によって亡くなった。死後、推誠佐理協徳功臣・太師・開府儀同三司・上柱国・中書左丞相の位を贈られ、延安王に追封されている。また『集史』によると、ナースィル・ウッディーンは『集史』編纂の5-6年前ほどに死去し、その遺体はハンバリク（khān bālīgh）において彼自身の庭園（bāgh khīsh）に葬られたという。
息子にはオルジェイトゥ・カアンの治世の前半に朝政を主導した中書平章政事バヤン（伯顔）、江浙行省平章政事ウマル（烏馬児）、中書平章政事バヤンチャル（伯顔察児）、荊湖宣慰使ジャファル（札法児）、雲南行省平章政事フサイン（忽先）、雲南行省左丞シャーディー（沙的）、太常礼儀院使アヨン（阿容）らがいた。

## 末裔
サイイド・アジャッルの子孫は雲南に根を張り、中国のムスリムに大きな影響を与えた。雲南におけるイスラームの普及は、サイイド・アジャッルとナースィル・ウッディーン父子によるものが大きい。
ナースィル・ウッディーンは、ビルマにおける雲南の回回人の末裔である潘泰人の先祖であるとされている。
寧夏の回族には、この地方に多い納、速、剌、丁（Na, Su, La, Ding）の姓が、それぞれ Nāṣir al-Dīn (Nasruddin) の漢字音訳を分解したものであるという言い伝えがある。福建晋江陳埭の丁氏は、ナースィル・ウッディーンの子孫を名乗っている。陳埭丁氏は華僑として海を渡り、台湾、フィリピン、マレーシアに分布する。子孫の中にはもはやイスラームを信仰していない者もいるが、回族としてのアイデンティティを保っている。1931年にアズハル・モスクに留学した納忠（Na Zhong）はナースィル・ウッディーンの子孫とされる。

## サイイド・アジャッル家
|                          |                          |                          |                          |                          |                          |  |  |  |  | カマール・ウッディーン Kāmāl al-Dīn 苦馬魯丁                                         |                                                                |                                                                |                                                                |                                                                |                                                                |  |  |  |  |                       |                       |                       |                       |                       |                       |  |  |  |  |                                |                                |                                |                                |                                |                                |  |  |  |  |                                                |                                                |                                                |                                                |                                                |                                                |  |  |  |  |                                                 |                                                 |                                                 |                                                 |                                                 |                                                 |  |  |  |  |  |  |  |  |  |  |  |  |  |  |  |  |  |  |  |  |  |  |  |  |  |  |  |  |
|                          |                          |                          |                          |                          |                          |  |  |  |  |                                                                                      |                                                                |                                                                |                                                                |                                                                |                                                                |  |  |  |  |                       |                       |                       |                       |                       |                       |  |  |  |  |                                |                                |                                |                                |                                |                                |  |  |  |  |                                                |                                                |                                                |                                                |                                                |                                                |  |  |  |  |                                                 |                                                 |                                                 |                                                 |                                                 |                                                 |  |  |  |  |  |  |  |  |  |  |  |  |  |  |  |  |  |  |  |  |  |  |  |  |  |  |  |  |
|                          |                          |                          |                          |                          |                          |  |  |  |  | サイイド・アジャッル・ シャムス・ウッディーン Sayyid Ajall Shams al-Dīn 賽典赤贍思丁 |                                                                |                                                                |                                                                |                                                                |                                                                |  |  |  |  |                       |                       |                       |                       |                       |                       |  |  |  |  |                                |                                |                                |                                |                                |                                |  |  |  |  |                                                |                                                |                                                |                                                |                                                |                                                |  |  |  |  |                                                 |                                                 |                                                 |                                                 |                                                 |                                                 |  |  |  |  |  |  |  |  |  |  |  |  |  |  |  |  |  |  |  |  |  |  |  |  |  |  |  |  |
|                          |                          |                          |                          |                          |                          |  |  |  |  |                                                                                      |                                                                |                                                                |                                                                |                                                                |                                                                |  |  |  |  |                       |                       |                       |                       |                       |                       |  |  |  |  |                                |                                |                                |                                |                                |                                |  |  |  |  |                                                |                                                |                                                |                                                |                                                |                                                |  |  |  |  |                                                 |                                                 |                                                 |                                                 |                                                 |                                                 |  |  |  |  |  |  |  |  |  |  |  |  |  |  |  |  |  |  |  |  |  |  |  |  |  |  |  |  |
|                          |                          |                          |                          |                          |                          |  |  |  |  |                                                                                      |                                                                |                                                                |                                                                |                                                                |                                                                |  |  |  |  |                       |                       |                       |                       |                       |                       |  |  |  |  |                                |                                |                                |                                |                                |                                |  |  |  |  |                                                |                                                |                                                |                                                |                                                |                                                |  |  |  |  |                                                 |                                                 |                                                 |                                                 |                                                 |                                                 |  |  |  |  |  |  |  |  |  |  |  |  |  |  |  |  |  |  |  |  |  |  |  |  |  |  |  |  |
| マスウード Masʿūd 馬速忽 | マスウード Masʿūd 馬速忽 | マスウード Masʿūd 馬速忽 | マスウード Masʿūd 馬速忽 | マスウード Masʿūd 馬速忽 | マスウード Masʿūd 馬速忽 |  |  |  |  | シャムス・ウッディーン・ウマル Shams al-Dīn ʿUmar 苫速丁兀黙里                       | シャムス・ウッディーン・ウマル Shams al-Dīn ʿUmar 苫速丁兀黙里 | シャムス・ウッディーン・ウマル Shams al-Dīn ʿUmar 苫速丁兀黙里 | シャムス・ウッディーン・ウマル Shams al-Dīn ʿUmar 苫速丁兀黙里 | シャムス・ウッディーン・ウマル Shams al-Dīn ʿUmar 苫速丁兀黙里 | シャムス・ウッディーン・ウマル Shams al-Dīn ʿUmar 苫速丁兀黙里 |  |  |  |  | フサイン Ḥusayn 忽辛  | フサイン Ḥusayn 忽辛  | フサイン Ḥusayn 忽辛  | フサイン Ḥusayn 忽辛  | フサイン Ḥusayn 忽辛  | フサイン Ḥusayn 忽辛  |  |  |  |  | ハサン Ḥasan 哈散              | ハサン Ḥasan 哈散              | ハサン Ḥasan 哈散              | ハサン Ḥasan 哈散              | ハサン Ḥasan 哈散              | ハサン Ḥasan 哈散              |  |  |  |  | ナースィル・ウッディーン Nāṣir al-Dīn 納速剌丁 | ナースィル・ウッディーン Nāṣir al-Dīn 納速剌丁 | ナースィル・ウッディーン Nāṣir al-Dīn 納速剌丁 | ナースィル・ウッディーン Nāṣir al-Dīn 納速剌丁 | ナースィル・ウッディーン Nāṣir al-Dīn 納速剌丁 | ナースィル・ウッディーン Nāṣir al-Dīn 納速剌丁 |  |  |  |  |                                                 |                                                 |                                                 |                                                 |                                                 |                                                 |  |  |  |  |  |  |  |  |  |  |  |  |  |  |  |  |  |  |  |  |  |  |  |  |  |  |  |  |
| マスウード Masʿūd 馬速忽 | マスウード Masʿūd 馬速忽 | マスウード Masʿūd 馬速忽 | マスウード Masʿūd 馬速忽 | マスウード Masʿūd 馬速忽 | マスウード Masʿūd 馬速忽 |  |  |  |  | シャムス・ウッディーン・ウマル Shams al-Dīn ʿUmar 苫速丁兀黙里                       | シャムス・ウッディーン・ウマル Shams al-Dīn ʿUmar 苫速丁兀黙里 | シャムス・ウッディーン・ウマル Shams al-Dīn ʿUmar 苫速丁兀黙里 | シャムス・ウッディーン・ウマル Shams al-Dīn ʿUmar 苫速丁兀黙里 | シャムス・ウッディーン・ウマル Shams al-Dīn ʿUmar 苫速丁兀黙里 | シャムス・ウッディーン・ウマル Shams al-Dīn ʿUmar 苫速丁兀黙里 |  |  |  |  | フサイン Ḥusayn 忽辛  | フサイン Ḥusayn 忽辛  | フサイン Ḥusayn 忽辛  | フサイン Ḥusayn 忽辛  | フサイン Ḥusayn 忽辛  | フサイン Ḥusayn 忽辛  |  |  |  |  | ハサン Ḥasan 哈散              | ハサン Ḥasan 哈散              | ハサン Ḥasan 哈散              | ハサン Ḥasan 哈散              | ハサン Ḥasan 哈散              | ハサン Ḥasan 哈散              |  |  |  |  | ナースィル・ウッディーン Nāṣir al-Dīn 納速剌丁 | ナースィル・ウッディーン Nāṣir al-Dīn 納速剌丁 | ナースィル・ウッディーン Nāṣir al-Dīn 納速剌丁 | ナースィル・ウッディーン Nāṣir al-Dīn 納速剌丁 | ナースィル・ウッディーン Nāṣir al-Dīn 納速剌丁 | ナースィル・ウッディーン Nāṣir al-Dīn 納速剌丁 |  |  |  |  |                                                 |                                                 |                                                 |                                                 |                                                 |                                                 |  |  |  |  |  |  |  |  |  |  |  |  |  |  |  |  |  |  |  |  |  |  |  |  |  |  |  |  |
|                          |                          |                          |                          |                          |                          |  |  |  |  |                                                                                      |                                                                |                                                                |                                                                |                                                                |                                                                |  |  |  |  |                       |                       |                       |                       |                       |                       |  |  |  |  |                                |                                |                                |                                |                                |                                |  |  |  |  |                                                |                                                |                                                |                                                |                                                |                                                |  |  |  |  |                                                 |                                                 |                                                 |                                                 |                                                 |                                                 |  |  |  |  |  |  |  |  |  |  |  |  |  |  |  |  |  |  |  |  |  |  |  |  |  |  |  |  |
|                          |                          |                          |                          |                          |                          |  |  |  |  | クルク Kürek 曲列                                                                    | クルク Kürek 曲列                                              | クルク Kürek 曲列                                              | クルク Kürek 曲列                                              | クルク Kürek 曲列                                              | クルク Kürek 曲列                                              |  |  |  |  | ボルカン Borqang 伯杭 | ボルカン Borqang 伯杭 | ボルカン Borqang 伯杭 | ボルカン Borqang 伯杭 | ボルカン Borqang 伯杭 | ボルカン Borqang 伯杭 |  |  |  |  | バヤンチャル Bayančar 伯顔察児 | バヤンチャル Bayančar 伯顔察児 | バヤンチャル Bayančar 伯顔察児 | バヤンチャル Bayančar 伯顔察児 | バヤンチャル Bayančar 伯顔察児 | バヤンチャル Bayančar 伯顔察児 |  |  |  |  | ウマル ʿUmar 烏馬児                            | ウマル ʿUmar 烏馬児                            | ウマル ʿUmar 烏馬児                            | ウマル ʿUmar 烏馬児                            | ウマル ʿUmar 烏馬児                            | ウマル ʿUmar 烏馬児                            |  |  |  |  | バヤン（アブー・バクル） Bayan（Abū Bakr） 伯顔 | バヤン（アブー・バクル） Bayan（Abū Bakr） 伯顔 | バヤン（アブー・バクル） Bayan（Abū Bakr） 伯顔 | バヤン（アブー・バクル） Bayan（Abū Bakr） 伯顔 | バヤン（アブー・バクル） Bayan（Abū Bakr） 伯顔 | バヤン（アブー・バクル） Bayan（Abū Bakr） 伯顔 |  |  |  |  |  |  |  |  |  |  |  |  |  |  |  |  |  |  |  |  |  |  |  |  |  |  |  |  |
|                          |                          |                          |                          |                          |                          |  |  |  |  | クルク Kürek 曲列                                                                    | クルク Kürek 曲列                                              | クルク Kürek 曲列                                              | クルク Kürek 曲列                                              | クルク Kürek 曲列                                              | クルク Kürek 曲列                                              |  |  |  |  | ボルカン Borqang 伯杭 | ボルカン Borqang 伯杭 | ボルカン Borqang 伯杭 | ボルカン Borqang 伯杭 | ボルカン Borqang 伯杭 | ボルカン Borqang 伯杭 |  |  |  |  | バヤンチャル Bayančar 伯顔察児 | バヤンチャル Bayančar 伯顔察児 | バヤンチャル Bayančar 伯顔察児 | バヤンチャル Bayančar 伯顔察児 | バヤンチャル Bayančar 伯顔察児 | バヤンチャル Bayančar 伯顔察児 |  |  |  |  | ウマル ʿUmar 烏馬児                            | ウマル ʿUmar 烏馬児                            | ウマル ʿUmar 烏馬児                            | ウマル ʿUmar 烏馬児                            | ウマル ʿUmar 烏馬児                            | ウマル ʿUmar 烏馬児                            |  |  |  |  | バヤン（アブー・バクル） Bayan（Abū Bakr） 伯顔 | バヤン（アブー・バクル） Bayan（Abū Bakr） 伯顔 | バヤン（アブー・バクル） Bayan（Abū Bakr） 伯顔 | バヤン（アブー・バクル） Bayan（Abū Bakr） 伯顔 | バヤン（アブー・バクル） Bayan（Abū Bakr） 伯顔 | バヤン（アブー・バクル） Bayan（Abū Bakr） 伯顔 |  |  |  |  |  |  |  |  |  |  |  |  |  |  |  |  |  |  |  |  |  |  |  |  |  |  |  |  |
|                          |                          |                          |                          |                          |                          |  |  |  |  |                                                                                      |                                                                |                                                                |                                                                |                                                                |                                                                |  |  |  |  |                       |                       |                       |                       |                       |                       |  |  |  |  |                                |                                |                                |                                |                                |                                |  |  |  |  | エレシ Eleši 也列失                            |                                                |                                                |                                                |                                                |                                                |  |  |  |  |                                                 |                                                 |                                                 |                                                 |                                                 |                                                 |  |  |  |  |  |  |  |  |  |  |  |  |  |  |  |  |  |  |  |  |  |  |  |  |  |  |  |  |